# Stazione centrale di Helsinki
La stazione centrale di Helsinki (in finlandese Helsingin päärautatieasema, in svedese Helsingfors centralstation) è la principale stazione ferroviaria della capitale della Finlandia, nonché un nodo centrale del trasporto pubblico della Grande area di Helsinki.
La stazione è usata da circa 200.000 passeggeri al giorno, facendo di esso anche l'edificio più visitato.
La stazione è raggiunta dalla Metropolitana di Helsinki.
Dal 7 giugno 2010 è stata ufficialmente ribattezzata Helsingin päärautatieasema-Helsingfors centralstation ovvero Stazione Centrale di Helsinki; il vecchio nome era: Helsingin rautatieasema-Helsingfors järnvägsstation (stazione di Helsinki). Da qui parte il treno ad alta velocità Allegro per San Pietroburgo.

## Storia

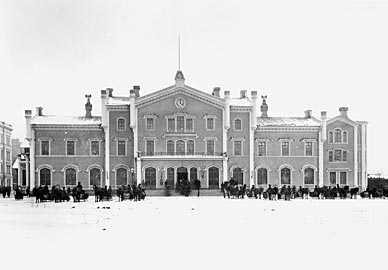
Vecchia stazione di Helsinki.

La prima stazione ferroviaria di Helsinki venne costruita nel 1862 su progetto dall'architetto svedese Carl Albert Edelfelt, per accogliere i treni della prima ferrovia finlandese, la linea Helsinki–Hämeenlinna (in finlandese päärata). Tuttavia, con l'utilizzo crescente della ferrovia, la stazione si trovò ad essere sottodimensionata. Per questo motivo venne bandito un concorso nel 1904, con l'intento di realizzare una nuova stazione. La gara, che vide la partecipazione di 21 concorrenti, venne vinta da Eliel Saarinen con un progetto che prevedeva che la stazione fosse costruita nello stile romantico nazionale, cosa che innescò un acceso dibattito riguardo allo stile da applicare agli edifici pubblici più importanti. Si chiedeva che fossero realizzati con uno stile razionalista moderno. Anche lo stesso Saarinen abbandonò il romanticismo e ridisegnò completamente la stazione. Il nuovo progetto venne portato a termine nel 1909 e i lavori per la costruzione della nuova stazione durarono sino all'indipendenza della Finlandia, nel 1917-18. La nuova stazione entrò quindi in servizio nel 1919.
Un infarto stroncò Kyösti Kallio, che morì nella stazione il 19 dicembre 1940, mentre ritornava a casa nella città di Nivala in seguito alle sue dimissioni dalla carica di presidente.
Il 14 giugno 1950 la torre dell'orologio, che si trova su un fianco dell'edificio, venne danneggiata da un incendio.
Negli anni '60 il complesso composto dal sottopassaggio pedonale Asematunneli ed un centro commerciale ipogeo vennero costruiti a sud della stazione.
Durante la primavera del 1968 venne installato il primo sistema di videosorveglianza della stazione.
Il primo treno elettrico raggiunse la stazione il 13 gennaio 1969. Dopo una fase di prove, il 26 gennaio 1969 il servizio fra Helsinki e Kirkkonummi venne regolarmente effettuato con materiale elettrico.
La stazione della metropolitana Rautatientori, collegata attraverso il sottopassaggio Asematunneli con la stazione, fu una delle stazioni originarie della metropolitana, aperta al pubblico nel 1982.
Nel 2000 venne eretta una tettoia di vetro sopra i binari centrali della stazione. Nonostante fosse già prevista nei disegni di Eliel Saarinen, venne costruita con un nuovo disegno.
Nel 2003 venne aperta l'ala commerciale Kauppakuja ainsieme a un albergo.
Nella zona compresa fra il palazzo del Parlamento e la stazione era situato un magazzino VR, destinato al traffico merci. Nel 2006 un incendio di origine dolosa lo distrusse, in seguito venne demolito e al suo posto venne edificata una sala da concerti.

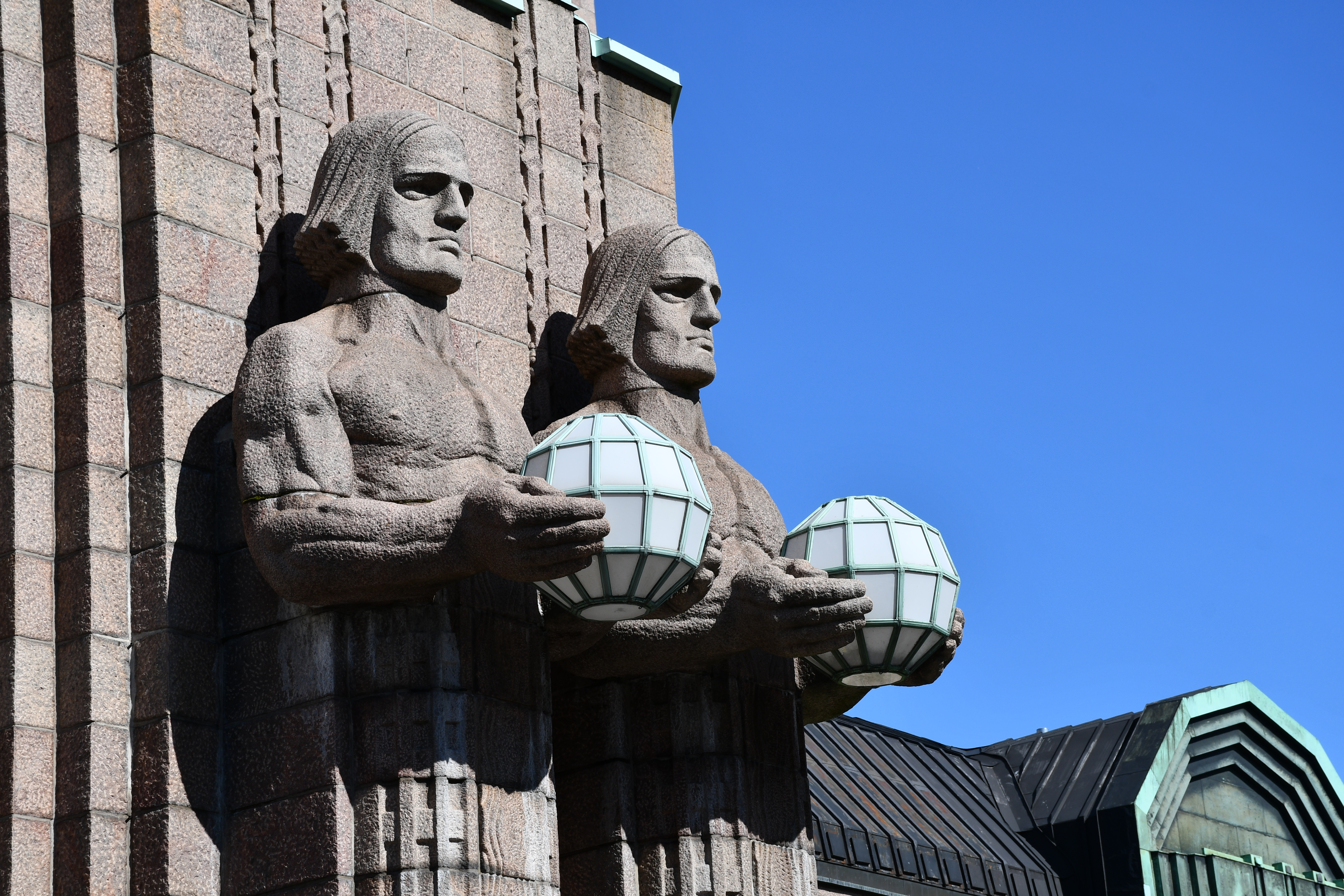
I Portatori di Lanterne

Il 7 giugno 2010 la stazione è stata rinominata ufficialmente in Helsingin päärautatieasema-Helsingfors centralstation (Stazione centrale di Helsinki, in finlandese e svedese), sostituendo il nome precedente di Helsingin rautatieasema-Helsingfors järnvägsstation (Stazione ferroviaria di Helsinki). I mezzi pubblici finlandesi indicano la stazione con l'abbreviazione "Helsinki C".

## Linee
Dalla stazione di Helsinki partono linee ferroviarie dirette in tutto il Paese e in Russia, grazie ai nuovi treni Allegro e Tolstoi diretti a San Pietroburgo e Mosca rispettivamente.
Le linee che partono dalla stazione di Helsinki sono:
- Servizio ferroviario suburbano di Helsinki
- Helsinki-Turku
- Helsinki-Joensuu
- Helsinki-Pori
- Helsinki-Vaasa
- Helsinki-Kemijärvi
- Helsinki-Kolari
- Helsinki-Oulu (via Kajaani)
- Helsinki-Pieksämäki (via Jyväskylä)
- Helsinki-San Pietroburgo
- Helsinki-Mosca